# Europejska Nagroda Muzyczna MTV dla najlepszej wokalistki
Europejska Nagroda Muzyczna MTV dla najlepszej wokalistki – nagroda przyznawana przez redakcję MTV Europe podczas corocznego rozdania MTV Europe Music Awards. Nagrodę dla najlepszej wokalistki po raz pierwszy przyznano w 1994 r. O zwycięstwie decydują widzowie za pomocą głosowania internetowego i telefonicznego (SMS-owego).

## Zwycięzcy i nominowani

### 1994
- Mariah Carey
  - Tori Amos
  - Björk
  - Neneh Cherry
  - Marusha

### 1995
- Björk
  - Sheryl Crow
  - PJ Harvey
  - Janet Jackson
  - Madonna

### 1996
- Alanis Morissette
  - Björk
  - Toni Braxton
  - Neneh Cherry
  - Joan Osborne

### 1997
- Janet Jackson
  - Björk
  - Toni Braxton
  - Sheryl Crow
  - Madonna

### 1998
- Madonna
  - Mariah Carey
  - Céline Dion
  - Natalie Imbruglia
  - Janet Jackson

### 1999
- Britney Spears
  - Geri Halliwell
  - Lauryn Hill
  - Whitney Houston
  - Madonna

### 2000
- Madonna
  - Melanie C
  - Janet Jackson
  - Jennifer Lopez
  - Britney Spears

### 2001
- Jennifer Lopez
  - Mariah Carey
  - Dido
  - Janet Jackson
  - Madonna

### 2002
- Jennifer Lopez
  - Kylie Minogue
  - Pink
  - Shakira
  - Britney Spears

### 2003
- Christina Aguilera
  - Beyoncé
  - Madonna
  - Kylie Minogue
  - Pink

### 2004
- Britney Spears
  - Anastacia
  - Beyoncé
  - Alicia Keys
  - Avril Lavigne

### 2005
- Shakira
  - Mariah Carey
  - Missy Elliott
  - Alicia Keys
  - Gwen Stefani

### 2006
- Christina Aguilera
  - Beyoncé
  - Nelly Furtado
  - Madonna
  - Shakira

### 2007
nieprzyznana, zobacz: Europejska Nagroda Muzyczna MTV dla najlepszego solowego wykonawcy

### 2009
- Beyoncé
  - Katy Perry
  - Lady Gaga
  - Leona Lewis
  - Shakira

### 2010
- Lady Gaga
  - Katy Perry
  - Miley Cyrus
  - Rihanna
  - Shakira

### 2011
- Lady Gaga
  - Adele
  - Beyoncé
  - Jennifer Lopez
  - Katy Perry

### 2012
- Taylor Swift
  - Katy Perry
  - Nicki Minaj
  - Pink
  - Rihanna

### 2014
- Ariana Grande
  - Beyoncé
  - Katy Perry
  - Nicki Minaj
  - Taylor Swift

### 2016
- Lady Gaga
  - Adele
  - Beyoncé
  - Rihanna
  - Sia